# Ermoúpoli
Ermoúpoli (en grec moderne Ερμούπολη), ou Ermoúpolis (en katharévousa : Ἑρμούπολις, de Ἑρμοῦ πόλις, « la ville d’Hermès », parfois romanisé en Hermoupolis) est la ville capitale de l’île de Syros, une des Cyclades. Elle est également le chef-lieu de la périphérie (région) d'Égée-Méridionale, et du district régional et du dème (municipalité) de Sýros-Ermoúpoli. Elle est le siège d'un évêché orthodoxe : la métropole de Syros.

## Histoire
Les massacres de Chios en 1822 et de Psará (juillet 1824) puis les exactions des troupes égyptiennes dans le Péloponnèse entraînèrent un afflux de population dans les Cyclades et un grand nombre de réfugiés afflua sur Syros. La composition ethno-religieuse de l'île, et son organisation urbaine en furent totalement transformées. L'île, dont les côtes étaient désertées depuis le Moyen Âge et qui depuis la période vénitienne était à moitié catholique, devint de plus en plus orthodoxe et les réfugiés venus de Chios ou du continent s'installèrent au bord de la mer dans ce qui allait devenir plus tard le très industrieux port d'Ermoúpoli, alors que les Syriotes de souche, à moitié catholiques, restèrent sur les hauteurs, notamment à Áno Sýros.
Syros joua un rôle essentiel dans le commerce, les transports et l'économie grecs de la seconde moitié du XIXe siècle. L'île disposait d'un certain nombre d'avantages à la fin de la guerre d'indépendance. Elle avait été protégée par la relative neutralité des Cyclades et par les Français qui avaient pris sous leur aile les catholiques de Syros (et donc l'île en général). Elle n'avait plus non plus de concurrentes : les îles d'armateurs comme Hydra et Spetses s'étaient tellement impliquées dans le conflit qu'elles s'étaient ruinées. Ermoupolis fut longtemps le plus grand port de Grèce, et la seconde ville du pays (Thessalonique était encore dans l'Empire ottoman). Elle fut aussi un grand centre industriel. Dès 1872, les premières machines à vapeur faisaient leur apparition en Grèce : au Pirée et à Ermoupolis, il en fut de même pour les usines à gaz. Ce fut aussi à Ermoupolis qu'éclata la première grève dans l'histoire sociale de la Grèce : 400 ouvriers des tanneries et des chantiers navals cessèrent le travail en 1879, réclamant des hausses de salaire. Le théâtre Orpheus offrit la première programmation régulière de films en Grèce à partir de juillet 1900.
Les recensements de 1889 et 1896 montrent l'évolution de la population dans les Cyclades. La population totale augmenta de 2,4 % passant de 131 500 à 134 750. Cette croissance était la plus faible de Grèce (+ 11 % en moyenne, + 21 % pour l'Attique). Dans le même temps, la ville d'Ermoupolis perdait 8 000 habitants (- 27 %), passant de plus de 30 000 à 22 000 habitants. Elle subissait déjà le contrecoup de l'ouverture du canal de Corinthe et de la croissance du Pirée.

## Personnalités liées à la ville
- Emmanuel Benákis (1843-1929), négociant, homme politique et philanthrope, né à Ermoúpoli.
- Mános Eleftheríou (1938-2018), écrivain, né à Ermoúpoli.
- Emmanouíl Roḯdis (1836-1904), écrivain, né à Ermoúpoli.
- Dimítrios Vikélas (1835-1908), homme d'affaires et écrivain, né à Ermoúpoli. Il a été le premier président du Comité international olympique.